# Arthur’s-Pass-Erdbeben von 1929
Das Arthur’s-Pass-Erdbeben von 1929 hatte auf Grund seiner geringen Tiefe und seiner Stärke 7,1 MS eine Zerstörungskraft, die im Bereich der Epizentrums mit der Stärke 9 MM angegeben wurde. Da sich das Erdbeben in einem sehr dünn besiedelten Gebiet Neuseelands ereignete, blieben die Schäden meist auf zerbrochene Schornsteine und Wassertanks begrenzt. Allerdings blieben auf Grund der Schäden die Straßen- und Eisenbahnverbindungen zur Westküste für Monate unterbrochen.

## Beben
Das Beben, das sich am 9. März 1929 ereignete, zog sich über 4 Minuten hin und erzeugte in der nordöstlich verlaufenden Verwerfungszone eine neue Verwerfung, die später Poulter Fault genannt wurde. Über eine Strecke, die möglicherweise zwischen 16 und 36 km betrug, traten Brüche an der Oberfläche auf, die bis zu 4 Meter Versatz haben konnten. Zahlreiche Erdrutsche waren die Folge.
Das Erdbeben am Arthur’s Pass war damals das größte Erdbeben seit dem North-Canterbury-Erdbeben von 1888. Doch nur drei Monate später folgte das Murchison-Erdbeben von 1929, das weitaus größere Zerstörungen zur Folge hatte und auch Todesopfer forderte.